# 牡丹小型水力發電廠

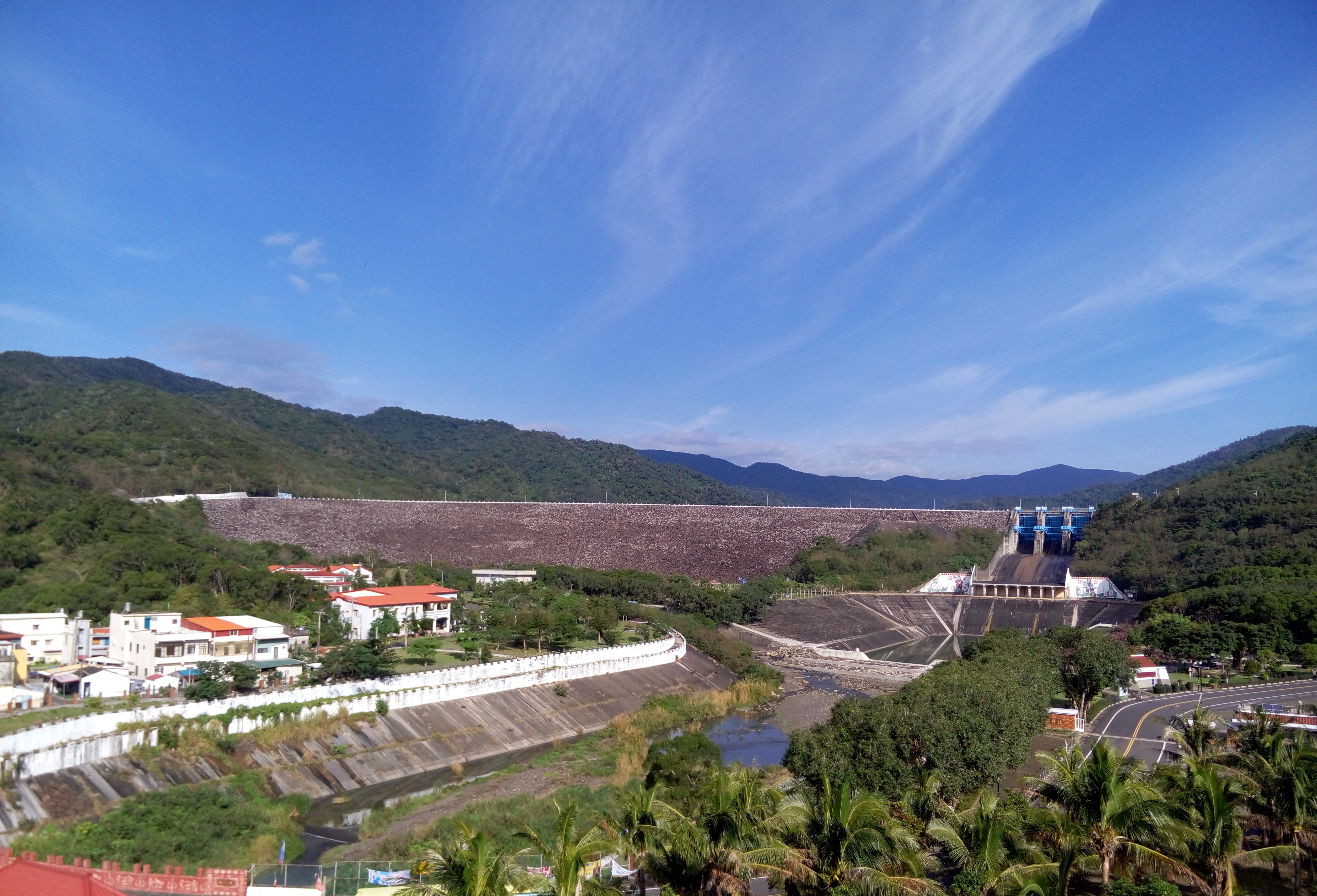
牡丹水庫大壩，牡丹小型水力發電廠預計興建於該大壩下方

牡丹小型水力發電廠為一座位在臺灣屏東縣牡丹鄉正在規劃中的水力發電廠，該水力發電廠引水自牡丹水庫進行發電，目前該水力發電廠的新建工程由經濟部南區水資源局公開招標中，預計於2016年中正式動工。2021年八月竣工商轉，該發電廠未與台灣電力公司之電網系統併聯，僅供水庫內設施使用。

## 沿革
牡丹小型水力發電廠最早由民間企業向牡丹水庫管理局提出計劃以BOT形式興建水力發電廠。因此在2003年，經濟部南區水資源局公開招標牡丹水庫水力發電計畫可行性評估以及發電廠的基本設計。當時，牡丹水庫管理中心主任林作貴針對該評估案表示，雖然牡丹水庫屬地方小型水庫蓄水量有限，無法比擬包括桃園市石門水庫在內的大型水庫，因此未來牡丹水庫若成功設置水力發電機組，其單機每小時發電容量僅約1,000千瓦。不過林作貴認為，雖然預估牡丹水庫的單機發電容量可能不大，但牡丹水庫發展水力發電系統最大本錢在於，因風力發電系統得在一定風速條件下才能運轉，但水力發電機組只要水庫持續運轉蓄水就能運作，較不受環境限制。
2005年委託得標的巨廷工程顧問公司執行該案，並且共耗資新臺幣1,860,000元。同年6月完成可行性評估報告後，因淨現值為負，股權內部報酬率小於資金成本率，因此該BOT水力發電開發案遭到擱置。
2015年8月3日，南區水資源局針對牡丹水庫水力發電廠之新建工程開始對外招標，總預估經費為新臺幣5,912,000元。同年12月6日，南區水資源局局長黃世偉表示，牡丹水庫將編列新臺幣5,000萬元進行牡丹水庫疏濬工程，並且水力發電廠方面也將在2016年5月至6月之間正式發包興建，預計發電廠將設置容量490KW（千瓦）的機組。
2016年11月30日，牡丹小型水力發電廠已完成發電廠的基本設計方案，計畫利用牡丹水庫既有的放水路設施，以不另設取水設施之方式，興建一座小型水力發電廠，以舉將可大大減少新設電廠的成本。發電廠內預計將設置一部裝置容量490KW的橫軸法蘭西斯式水輪發電機組，設計流量為1.5秒立方公尺。

## 設施
| 牡丹水庫小水力發電廠配置圖 |

### 管理
- 電廠名稱：牡丹小型水力發電廠
- 管理單位：經濟部南區水資源局
- 廠內編制：

### 發電機組
| 名稱   | 發電機型號                          | 水輪機型號                                | 機組數量 | 發電方式 | 有效落差（公尺） | 單一機組用水量（CMS） | 容量（KW） | 位置                 | 商轉日期   | 狀態   |
| ------ | ----------------------------------- | ----------------------------------------- | -------- | -------- | ---------------- | --------------------- | ---------- | -------------------- | ---------- | ------ |
| 一號機 | 義大利MarelliMotori公司製三相發電機 | 保加利亚VAPTECH公司製橫軸法蘭西斯式水輪機 | 1        | 水庫式   | 40               | 1.5CMS                | 499KW      | 屏東縣牡丹鄉牡丹水庫 | 2021年11月 | 商轉中 |

## 周遭景點
- 石門古戰場
- 四重溪溫泉
- 東源濕地
- 墾丁國家公園

## 資料來源
1. 1 2  . 經濟部南區水資源局. 2015-08-03  [2015-10-09]. （原始内容存档于2019-06-16） （中文（臺灣））.
2. ↑  . 再生能源網 - 專業人士版.   [2015-10-09]. （原始内容存档于2014-06-11） （中文（臺灣））.
3. ↑  . 台灣採購公報網. 2003  [2015-10-09]. （原始内容存档于2018-05-25） （中文（臺灣））.
4. 1 2  . PCHome個人新聞平台. 2004-11-13  [2015-10-09]. （原始内容存档于2019-06-12） （中文（臺灣））.
5. ↑  . 巨廷工程顧問公司. 2005  [2015-10-09]. （原始内容存档于2016-03-04） （中文（臺灣））.
6. ↑  . 經濟部南區水資源局. 2015-10-12  [2015-12-08]. （原始内容存档于2019-06-29） （中文（臺灣））.
7. ↑  . 中央廣播電臺. 2015-12-06  [2015-12-08]. （原始内容存档于2016-03-04） （中文（臺灣））.
8. ↑  . 經濟部南區水資源局. 2016-11-30  [2016-12-03]. （原始内容存档于2019-06-20） （中文（臺灣））.